# 16368 Città di Alba
16368 Città di Alba eller 1981 DF är en asteroid i huvudbältet som upptäcktes den 28 februari 1981 av den belgiske astronomen Henri Debehogne och den italienska astronomen Giovanni de Sanctis vid La Silla-observatoriet. Den är uppkallad efter den italienska staden Alba.
Asteroiden har en diameter på ungefär 17 kilometer och den tillhör asteroidgruppen Traversa.